# Burg Klein-Geroldseck
Die Burg Klein-Geroldseck (französisch Château du Petit-Geroldseck) ist die Ruine einer Höhenburg oberhalb von Hagen (Haegen) im französischen Département Bas-Rhin.

## Geschichte
Die Burg ist eng verbunden mit der Burg Groß-Geroldseck. Gerold, Herzog von Schwaben, soll im 9. Jahrhundert Klein-Geroldseck gestiftet haben, das gegen die benachbarte Burg Groß-Geroldseck errichtet wurde. Im 12. Jahrhundert waren beide Burgen Lehen des Bistums Metz. Durch das Aussterben der männlichen Linie gelangte der Besitz an die von Wangen. Im Jahr 1417 erhielt Pfalzgraf Friedrich I. Klein-Geroldseck als Lehen vom Bischof von Straßburg und plünderte Groß-Geroldseck. Von 1667 bis 1671 hatte Hermann Egon von Fürstenberg beide Burgen als Lehen der Abtei Maursmünster inne.

## Zugang
Von dem an der Route Forestière de Saverne au Billebaum gelegenen Parkplatz Hexentisch (Table des Sorcières) führt ein kurzer Wanderweg zur Burg Klein-Geroldseck, weiter zur Burg Groß-Geroldseck und über den Wanderweg mit rotem Kreuz zur Burg Hohbarr.